# Josef Opperbeck
Josef Opperbeck (* 18. Juli 1900 in Beckum; † 1973) war ein deutscher Kaufmann und SS-Führer.

## Leben
Opperbeck absolvierte nach seiner Schulzeit ein Nationalökonomiestudium, dass er jedoch nicht beendete. Danach war er als Bankkaufmann bei der Dresdner Bank und anschließend bei der Iduna-Versicherung als Prokurist und zuletzt als Mitglied des Vorstandes tätig.
Opperbeck beantragte am 29. Juni 1937 die Aufnahme in die NSDAP und wurde rückwirkend zum 1. Mai desselben Jahres aufgenommen (Mitgliedsnummer 4.158.381). Er schloss sich auch der SS an (SS-Nummer 155.834). In der Waffen-SS erreichte Opperbeck 1943 den Rang eines SS-Sturmbannführers der Reserve.
Nach Ausbruch des Zweiten Weltkrieges leistete Opperbeck seinen Militärdienst bei der Wehrmacht. Im Frühjahr 1940 wurde Opperbeck in die Waffen-SS übernommen und wechselte ins SS-Hauptamt Verwaltung und Wirtschaft. Dort war er bei der Generaltreuhandverwaltung der Baustofferzeugung beschäftigt und ab 1941 für die konfiszierten Ziegeleien in der Südsteiermark zuständig.
Nach Gründung des SS-Wirtschafts- und Verwaltungshauptamtes (WVHA) im Februar 1942 leitete Opperbeck bis zum 18. Juli 1942 gemeinsam mit Karl Mummenthey das Amt W I (Steine und Erden – Reich) der Amtsgruppe W.
Nach dem Ausscheiden Kurt Mays aus der Amtsleitung des Amts W IV (Holzbearbeitungsbetriebe) der Amtsgruppe W im WVHA übernahm Opperbeck ab Mitte Juli 1942 diesen Posten und behielt diesen bis Kriegsende inne. Ab Sommer 1942 war Opperbeck zudem Oswald Pohls Verbindungsoffizier zu den Dienststellen des Reichsprotektors im Protektorat Böhmen und Mähren. Zudem war Opperbeck Generalbevollmächtigter der SS-Betriebe Deutschen Erd- und Steinwerke und auch mehrerer Holzverarbeitungsbetriebe.
Opperbeck, der sich nach Kriegsende nicht vor Gericht verantworten musste, übernahm im Nachkriegsdeutschland wieder leitende Posten in der Privatwirtschaft.